# Castello di Florac
Il Castello di Florac si trova nella città di Florac, nel Lozère, nel centro-sud della Francia.

## Storia
Originariamente costruito nel XIII secolo e poi ricostruito nel XVII secolo, inizialmente apparteneva alla Baronia di Anduze e durante la sua storia passò di proprietà attraverso diverse famiglie feudali. Il castello fu interamente ricostruito nel 1652 dopo le guerre di religione. Durante la Rivoluzione francese, il castello fu trasformato in "salina" per la conservazione del sale. Fu poi utilizzato come prigione nel XIX secolo. Dal 1976, il castello è la sede del Parco Nazionale delle Cevenne, che lo ha restaurato.
Il piano terra e il primo piano ospitano una mostra sul Parco Nazionale (paesaggio, flora, fauna e attività legate al parco).